# Jean Pierre Mégnin

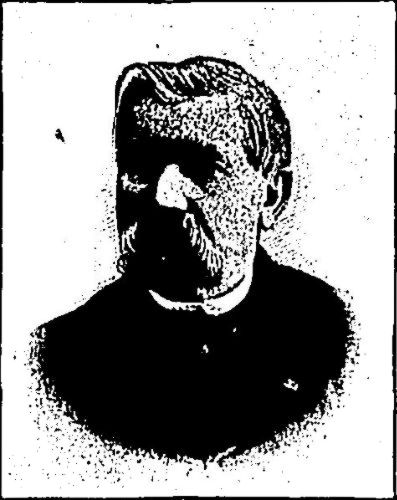
Jean Pierre Mégnin

Jean Pierre Mégnin (18 de janeiro de 1828 – 30 de dezembro de 1905) foi um veterinário francês do exército e entomologista. É mais conhecido por seu trabalho com cães (cinologia) e entomologia forense.
Mégnin, nascido em Herimoncourt (Doubs, França), foi para a escola Ecole d''Alfort de 1849 até sua graduação em 1853. Em 1855, tornou-se veterinário do exército e foi, em algum momento, professor de zoologia na Escola de Medicina Veterinária em Vincennes. Sua vida passou por três períodos da História da França.

## Trabalhos
- Maladies de la Peau des Animaux  ( Doenças de Pele de Animais, 1867-1882).
- Maladies parasitaires (Doenças causadas por Parasitas, 1880).
- Faune des Tombeaux (Fauna dos Sepulcros, 1887). O trabalho de fundação da entomologia forense moderna.
- La faune des cadavres application de l'entomologie à la médecine légale. Paris: G. Masson, (1894).
- 14 documentos relativos à entomologia forense entre 1883 e 1896. Estes foram baseados em 15 anos de experiências médico-legais experiência com cadáveres.

## Sociedades
Em 1879 Mégnin, foi eleito Presidente da Société Entomologique de France. Ele tornou-se membro da Academia francesa de Medicina , em 1893.
O nome da raça de cães Beauceron foi usado pela primeira vez por Pierre Mégnin em seu  livro sobre cães de guerra em 1888; anteriormente a raça era conhecida como Berger de la Brie paras os cães de pêlo longo e Berger de la Beauce para os cães de pêlo curto.